# Charles Honoré (sculpteur)
Charles Honoré, né à Liège le 19 avril 1828 et mort dans sa ville natale le 26 novembre 1863 est un ciseleur, graveur et sculpteur belge. Il est également professeur de composition d'ornements à l'Académie royale des beaux-arts de Liège de 1859 à 1863.

## Biographie
Né le 19 avril 1828, Lambert Charles Joseph Honoré est le fils de Charles Guillaume Honoré et Françoise Pétronille Delrez. Il se forme d'abord au collège communal, où son oncle l'initie au dessin, puis à l'Académie royale des beaux-arts de Liège, où il obtient plusieurs prix et achève ses études en 1850,.
Après ses études, il se rend à Paris où il se spécialise dans les ateliers de MM. Famières frères, avec qui il se lie rapidement d'amitié. Durant ce séjour parisien, il est chargé de « ciseler les figures qui ornent le berceau du prince impérial, ainsi que certains détails de la couronne et du sceptre de l'Empereur » et travaille au service de table que la reine Victoria a commandé aux frères Famières. En parallèle, il étudie avec ardeur l'application de l'art à l'industrie et publie à ce sujet plusieurs articles dans le Journal de Bruxelles. En 1855, il rédige un rapport détaillé sur les œuvres d'orfèvrerie, de bijouterie, de ciselure et de gravure présentées lors de l'Exposition universelle de Paris. Ce rapport, adressé au ministre de l'intérieur belge et resté inédit, « témoigne des profondes connaissances du jeune artiste et de son talent d'écrivain ».
En 1859, il épouse Antoinette Emilie Lambertine Micheels et il est nommé professeur de composition d'ornements à l'Académie royale des beaux-arts de Liège,,. Il s'y distingue par ses « profondes connaissances » et « la lucidité de son exposition », mais une longue maladie l'éloigne rapidement de sa chaire et finit par l'emporter le 26 novembre 1863. Comme le remarque la rubrique nécrologique du journal La Meuse, « la mort est venue briser à son début une carrière qui promettait un brillant avenir ».